# Theodor Thor
Theodor Thor, född 7 oktober 1993 i Eskilstuna Klosters församling, Södermanlands län, är en svensk spjutkastare. Sedan 2011 tävlar han för Svenska dövidrottsförbundet i internationella sammanhang, med stora framgångar.

## Karriär

### 2011
Debuterade han för dövlandslaget i friidrott på Europamästerskapet för döva, där han vann sin första mästerskap medalj. 

### 2013
Deltog han vid deaflympics i Bulgarien, Sofia. där han tog bronsmedalj.

### 2015
Efter att ha genomgått en allvarlig armbågsopereration under hösten 2014, gjorde han comeback vid Europamästerskapet för döva i friidrott i Bydgoszcz, Poland 2015. Där han försvarade sin mästerskaptitel.
Vid Junior-SM för hörande, Vann han guld med ett kast på 67,17m.

### 2016
Deltog han vid Världsmästerskapet för döva i Stara Zagora, Bulgarien, där han tog världsmästartiteln.
2016 sattes personbästat 72,46m vid Gurkspelen, Västerås.

### 2017
Deltog han vid deaflympics 2017 i Samsun, Turkiet där han tog silvermedaljen med ett kast på 66.58m efter att Sverige hade lämnat in en protest mot arrangören kring felaktig mätning av Kinas vinnarkast, protesten avslogs trots flera protester från andra länder.

### 2019
Deltog han vid Europamästerskapet för döva i Bochum, Tyskland. Där han slutade på en bronsplacering. 

### 2021
Gör han comeback efter att ha dragits med flera skador sedan 2019 och deltar vid Världsmästerskapet för döva i Lublin, Polen. Där han tar hem sitt femte guld i mästerskapsammanhang och åttonde mästerskap medalj.

## Resultatutveckling[11]
- 2007 - 38.42m (600g)
- 2008 - 45.55m (600g)
- 2009 - 60.45m (700g) 53.46m (800g)
- 2010 - 63.64m (700g) 56.07 (800g)
- 2011 - 62.57m
- 2012 - 66.07m
- 2013 - 69.14m
- 2014 - 62.43m
- 2015 - 67.17m
- 2016 - 72.46m
- 2017 - 66.86m
- 2018 - 70.84m
- 2019 - 62.56m
- 2020 - 60.26m
- 2021 - 66.23m
- 2022 - 68,39m
- 2023 - 71,00m
- 2024 - 71.36m